# Sastamala

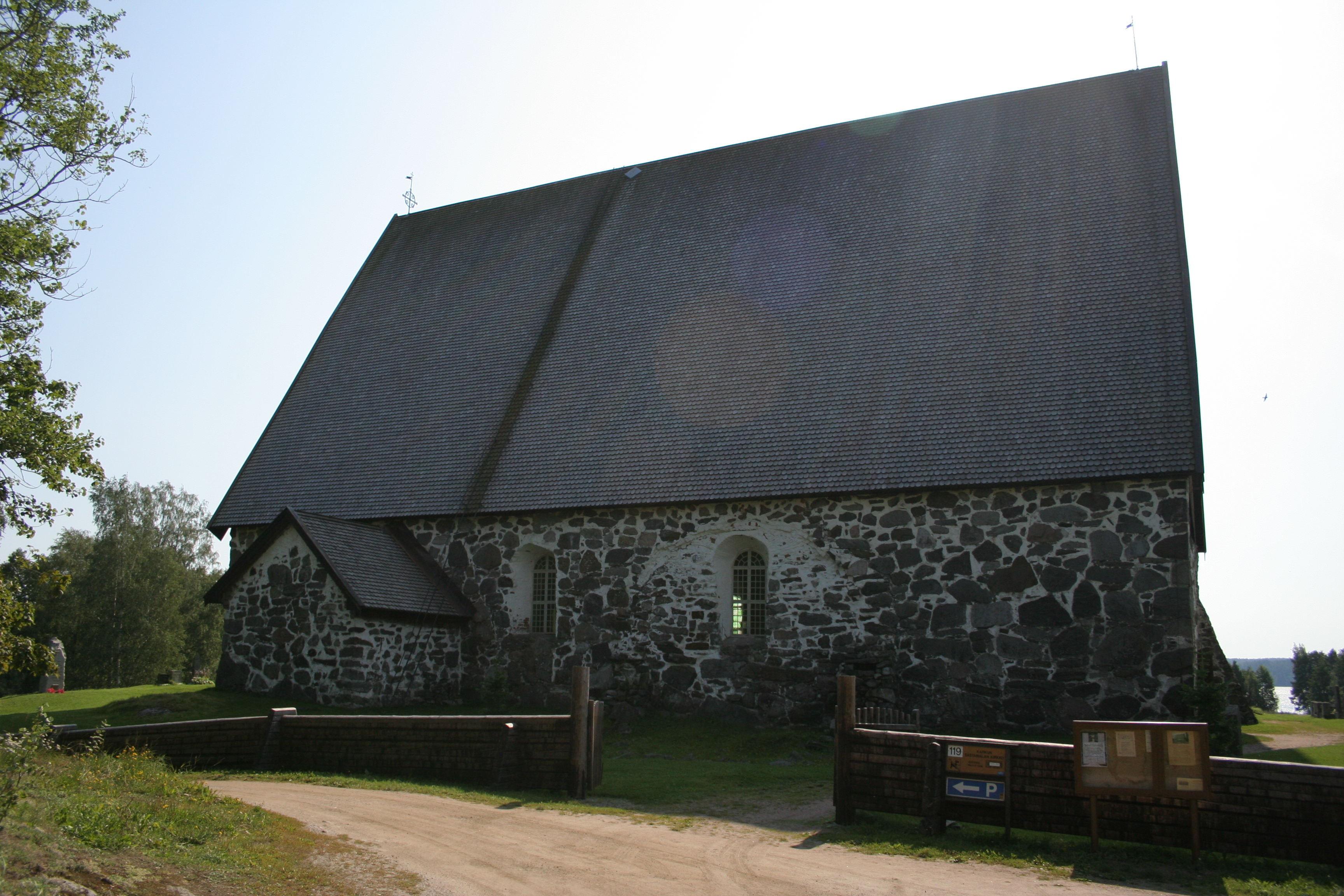
Iglesia de Sastamala

Sastamala es una ciudad finlandesa, situada en la región de Pirkanmaa. Tiene 24 508 habitantes y un área de 1 387,56 km², de los cuales 96,14 km² están bajo el agua. La ciudad se fundó en 2009, tras la fusión de los municipios de Vammala, Mouhijärvi y Äetsä.
- Datos: Q1001927
- Multimedia: Sastamala / Q1001927

1. ↑  Worldpostalcodes.org, código postal n.º 38210.